# François Fulgis Chevallier
François Fulgis Chevallier (París, 2 de juliol del 1796 – Friburg de Brisgòvia, 24 de desembre del 1840) va ser un botànic francès interessat pels fongs, les falgueres i les algues.
Es va doctorar l'any 1821 amb una tesi sobre espècies indígenes del gènere Conium (cicuta) en els aspectes de verí i droga. Dissertation sur les ciguës indigènes, considérées comme poisons et comme médicaments. Altres pulicacions de Chevallier inclouen:
- Essai sur les hypoxylons lichénoïdes, comprenant les genres Hysterium, Polymorphum, Opegrapha, Arthonia, Schizoxylum, Verrucaria, Pertusaria..., 1822 - Assaig sobre hipoxilons liquenoides.
- Histoire des Graphidées, accompagnée d'un tableau analytique des genres. Paris, 1824 - Història de les Graphidaceae.
- Flore générale des environs de Paris, selon la méthode naturelle : Description de toutes les plantes agames, cryptogames et phanérogames qui y croissent spontanément, 1836 -
- Fungorum et Byssorum illustrationes quos ut plurimum novos, trecentos et ultra cum caeteric minus bene cognitis, in divasis Europae regionibus collegit, ad virum de lineavit, 1837.[2]

El subgènere Chevaliera {gènere Aechmea, subfamília Bromelioideae) el recorda.